# Thomas Otten

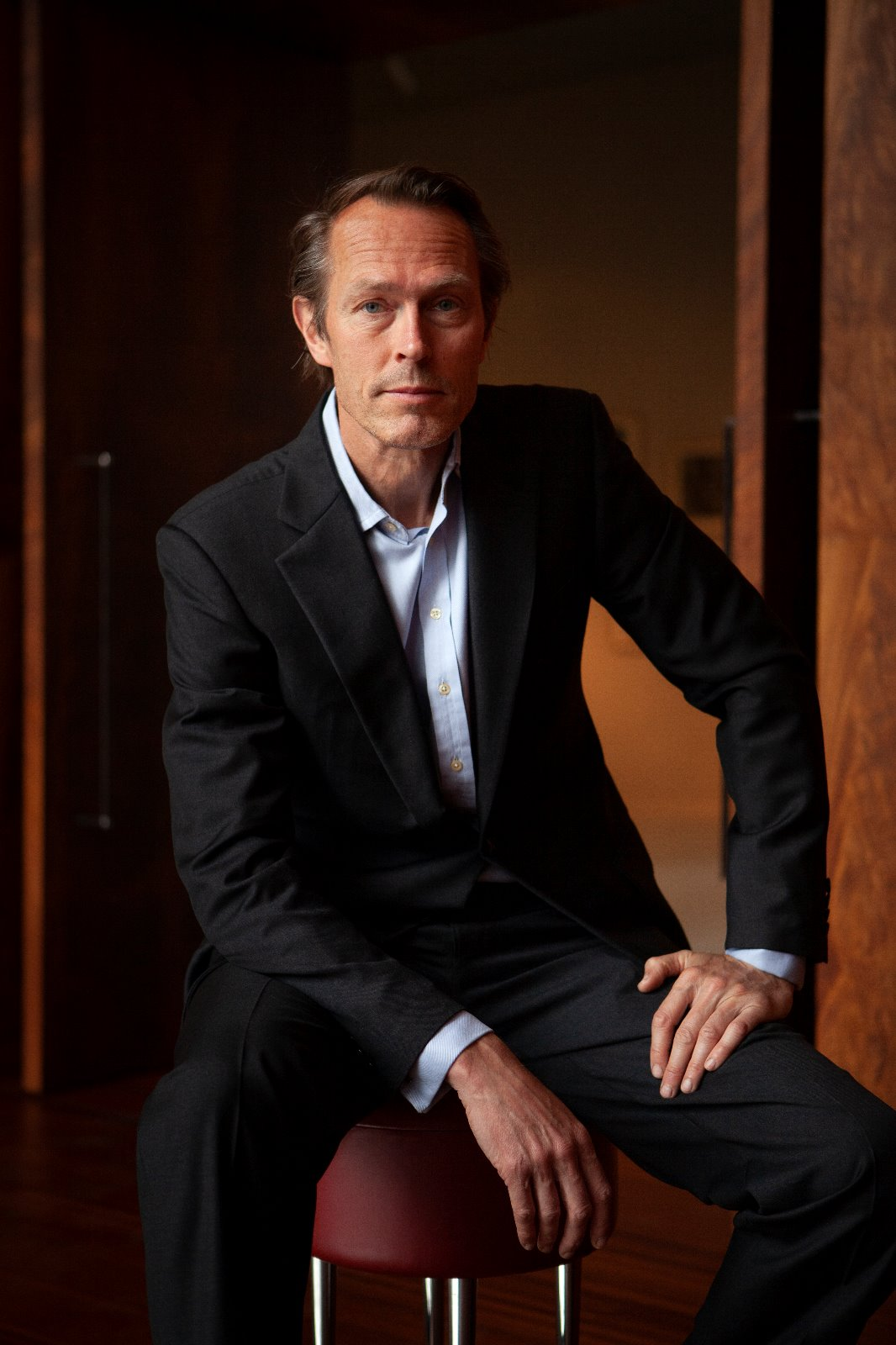
Thomas Otten (2020), Museumsdirektor des MiQua.

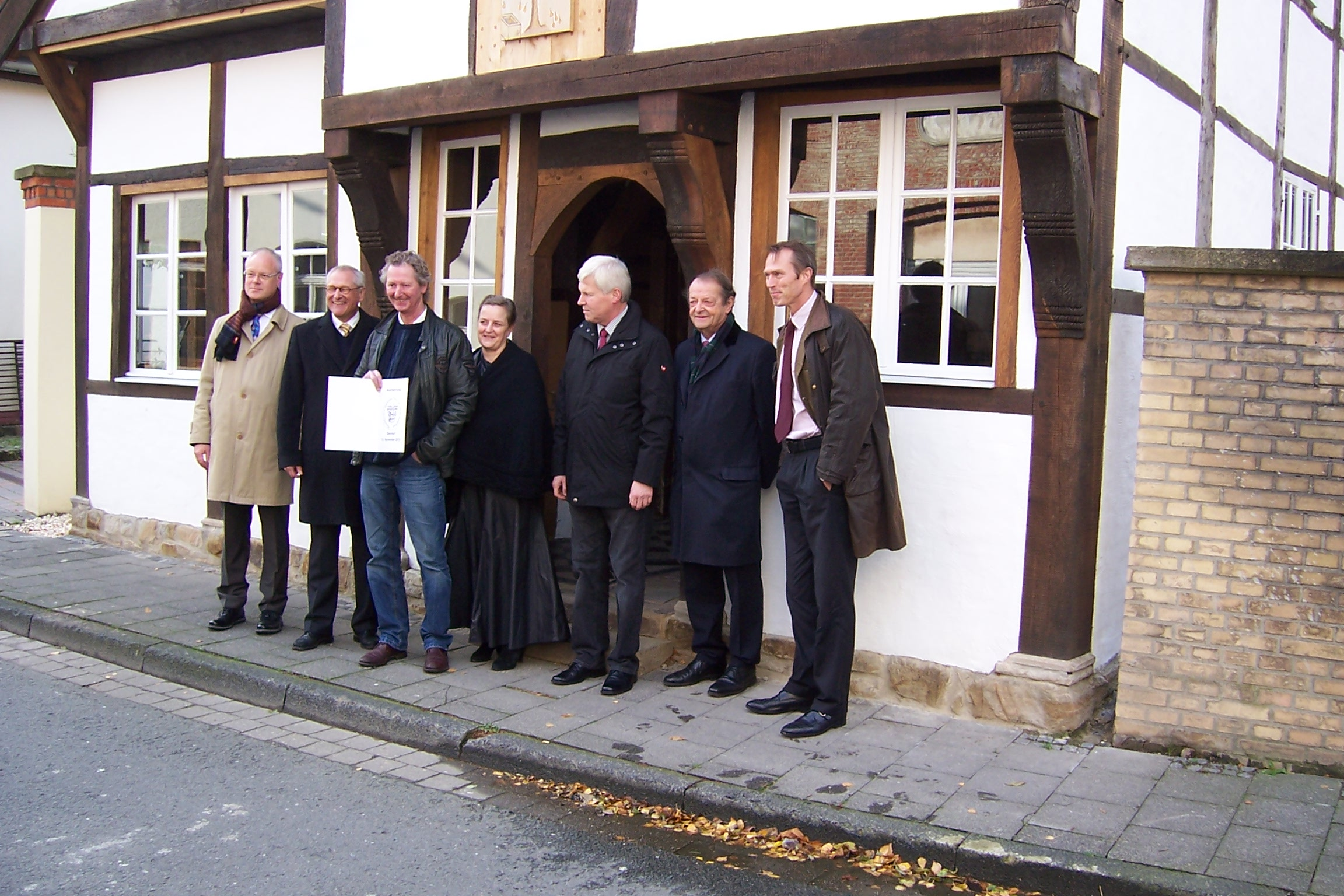
Thomas Otten (rechts) am 10. November 2013 anlässlich der LWL-Denkmalpflegepreisverleihung

Thomas Heinz Otten (* 28. September 1966 in Bonn) ist ein deutscher Provinzialrömischer Archäologe, Denkmalpfleger und Gründungsdirektor der Archäologischen Zone/Jüdisches Museum Köln (MiQua – LVR-Jüdisches Museum im Archäologischen Quartier Köln).

## Leben
Thomas Otten studierte von 1989 bis 1994 Vor- und Frühgeschichte, Klassische Archäologie und Alte Geschichte an der Universität Bonn und an der Universität München. 1999 wurde er in München bei Volker Bierbrauer mit der Dissertation Die Ausgrabungen unter St. Viktor zu Xanten. Dom und Immunität promoviert. Seit 1992 ist Otten Mitarbeiter der Pergamon-Grabung des Deutschen Archäologischen Instituts. Von 2000 bis 2006 war Otten Geschäftsführer im Rheinischen Verein für Denkmalpflege und Landschaftsschutz.
Seit 2006 war Otten als Ministerialrat Referatsleiter Bodendenkmalschutz und Bodendenkmalpflege im Ministerium für Bauen, Wohnen, Stadtentwicklung und Verkehr des Landes Nordrhein-Westfalen.
Am 6. Dezember 2013 sprach sich der Landschaftsausschuss des Landschaftsverbandes Rheinland mehrheitlich für Otten als Projektleiter der Archäologischen Zone/Jüdisches Museum aus. Otten wurde damit designierter Gründungsdirektor des geplanten Jüdischen Museums in Köln. Aufgrund einer Klage des ehemaligen Leiters der Archäologischen Zone, Sven Schütte, gegen die Stellenbesetzung (u. a. aufgrund „formaler Mängel“) wurde das Verfahren im März 2014 zur Besetzung des Direktorenpostens ausgesetzt, eine Neuausschreibung erfolgte und nach Abschluss juristischer Auseinandersetzungen trat Otten zum Juni 2016 seinen Dienst an.
Otten wurde 2010 für die 6. Amtszeit (22. Mai 2010 bis 21. Mai 2014) in den Vorstand der Stiftung zur Förderung der Archäologie im rheinischen Braunkohlenrevier berufen. Seit 2002 ist er ferner Kuratoriumsmitglied der Nordrhein-Westfalen-Stiftung Naturschutz, Heimat- und Kulturpflege. Am 18. Oktober 2018 wurde Otten von der Mitgliederversammlung in den Vorstand der Archäologischen Gesellschaft Köln gewählt.

## Veröffentlichungen (Auswahl)

### Monografien
- Kanonikus Cornelis de Pauw, eine bedeutende Xantener Persönlichkeit des 18. Jahrhunderts. (= Xantener Vorträge zur Geschichte des Niederrheins Band 32), Universität Duisburg-Essen 2002.
- Die Ausgrabungen unter St. Viktor zu Xanten. Dom und Immunität (= Rheinische Ausgrabungen Band 53), Verlag Philipp von Zabern, Mainz 2003, ISBN 3-8053-3148-7 (= zugleich Dissertation Ludwig-Maximilians-Universität München 1999).
- Archäologie im Fokus. Von wissenschaftlichen Ausgrabungen und illegalen Raubgrabungen (= Schriftenreihe des Deutschen Nationalkomitees für Denkmalschutz Band 53), Deutsches Nationalkomitee für Denkmalschutz, Bonn 2008, überarbeitete Fassung 2012, ISBN 3-922153-09-7.
  - englische Übersetzung: Archaeology in focus. Of scientific and illicit excavations (= Schriftenreihe des Deutschen Nationalkomitees für Denkmalschutz Band 53.0), überarbeitete Fassung 2012.
- mit Dimitrij Davydov, Ernst-Rainer Hönes, Birgitta Ringbeck: Denkmalschutzgesetz Nordrhein-Westfalen. Kommentar, 4.  Auflage, Kommunal- und Schul-Verlag, Wiesbaden 2014, 5. Auflage 2016, ISBN 978-3-8293-1107-6.

### Herausgeberschaften
- mit Karl Peter Wiemer (Hrsg.): Ora et labora. Quellen und Elemente der Nachhaltigkeit zisterziensischen Lebens. Festschrift für Pfarrer Georg Kalckert. (= Zisterzienser im Rheinland Band 5), Rheinischer Verein für Denkmalpflege und Landschaftsschutz, Köln 2002, ISBN 3-88094-892-5.
- mit Jörg Engelbrecht, Norbert Kühn, Georg Mölich, Karl Peter Wiemer (Hrsg.): Rheingold. Menschen und Mentalitäten im Rheinland. Eine Landeskunde. Böhlau, Köln, Weimar, Wien 2003.
- mit Hansgerd Hellenkemper, Jürgen Kunow, Michael Rind (Hrsg.): Fundgeschichten. Archäologie in Nordrhein-Westfalen. (= Schriften zur Bodendenkmalpflege in Nordrhein-Westfalen Band 9), Zabern, Mainz 2010, ISBN 978-3-8053-4204-9 und ISBN 978-3-8053-4236-0.
- mit Martin Müller, Ulrike Wulf-Rheidt (Hrsg.): Schutzbauten und Rekonstruktionen in der Archäologie. Von der Ausgrabung zur Präsentation. Xanten, 21.–23. Oktober 2009. Eine Tagung des Institutum Archaeologicum Germanicum. (= Xantener Berichte Band 19), Zabern, Mainz 2011, ISBN 978-3-8053-4344-2.
- mit Stefan Kraus, Jürgen Kunow, Marcus Trier, Michael Rind (Hrsg.): Die Entstehung und Entwicklung der staatlichen Bodendenkmalpflege in den preußischen Provinzen Rheinland und Westfalen. (= Schriften zur Bodendenkmalpflege in Nordrhein-Westfalen Band 10), Linden-Soft, Aichwald 2012, ISBN 978-3-929290-34-9 und ISBN 978-3-929290-37-0.
- mit Jürgen Wilhelm (Hrsg.): Hagadah von Isaac Offenbach. Oder die Erzählung von Israels Auszug aus Egypten. Greven, Köln 2020, ISBN 978-3-7743-0930-2.
- mit Jürgen Wilhelm (Hrsg.): »Anno 321. Jüdisches Leben in Deutschland«. Wienand, Köln 2021[4], ISBN 978-3-86832-625-3.
- mit Laura Cohen und Christiane Twiehaus (Hrsg.): Jüdische Geschichte und Gegenwart in Deutschland. Aktuelle Fragen und Positionen Nünnerich-Asmus, Oppenheim 2021, ISBN 978-3-96176-172-2.
- mit Martina Baumgärtner, Erich Claßen und Martin Müller (Hrsg. Landschaftsverband Rheinland): UNESCO-Welterbe Niedergermanischer Limes. Präsentation, Vermittlung und Tourismus. Nünnerich-Asmus, Oppenheim 2025, ISBN 978-3-96176-302-3.

### Aufsätze (Auswahl)
- Die frühbyzantinischen Bronzelampen aus Pergamon, in: Istanbuler Mitteilungen Band 54, 2004, S. 359–374.
- Märtyrerverehrung seit der Spätantike? Ergebnisse der Ausgrabungen unter dem Dom zu Xanten, in: Neue Forschungen zu den Anfängen des Christentums im Rheinland, Münster 2004, S. 71–92.
- mit H. Becker: Ein aussergewöhnlicher Messerfund aus Pulheim bei Köln, in: Bernd Päffgen, Ernst Pohl und Michael  Schmauder (Hrsg.): Cum grano salis. Beiträge zur europäischen Vor- und Frühgeschichte. Festschrift für Volker Bierbrauer zum 65. Geburtstag, Likias, Friedberg 2005, ISBN 978-3-9807628-5-4, S. 97–109.
- mit Jane Evans, Angela Lamb, Gundula Müldner, Andrea Pirson und Wolf-Rüdiger Teegen: Ein frühbyzantinisches Waffengrab aus Pergamon. Interpretationsmöglichkeiten aus archäologischer und naturwissenschaftlicher Sicht, in: Istanbuler Mitteilungen Band 61, 2011, S. 347–422.